# Neoplatymops mattogrossensis
Neoplatymops
Genre
Espèce
Statut de conservation UICN

 LC  : Préoccupation mineure
Répartition géographique
Synonymes
- Molossus mattogrossensis Vieira, 1942[1]

Neoplatymops mattogrossensis, unique représentant du genre Neoplatymops, est une espèce sud-américaine de chauves-souris de la famille des Molossidae.

## Répartition
Neoplatymops mattogrossensis est présente dans le Sud-Est de la Colombie, le centre et le Sud du Venezuela, l’Ouest et le Sud du Guyana, le centre-est de la Bolivie et le centre et le Sud-Est du Brésil.
Elle vit dans les forêts et dans la caatinga.

## Description
Neoplatymops mattogrossensis a une longueur de la tête et du corps entre 75 et 80 mm, la longueur de l'avant-bras entre 29 et 30 mm, la longueur de la queue entre 24 et 25 mm, la longueur du pied entre 7 et 8 mm, la longueur du oreilles entre 13 et 14 mm et un poids allant jusqu'à 7,5 g.
La fourrure est courte, clairsemée et s'étend des pieds jusqu'aux orteils. Les parties dorsales sont brun foncé avec la base des poils blanche, tandis que les parties ventrales sont blanchâtres ou grisâtres. La tête est aplatie, avec un museau long et pointu. Les oreilles sont brun foncé, courtes, triangulaires et séparées les unes des autres. L'antitragus est grand et semi-circulaire. Les membranes des ailes sont brun foncé, la surface dorsale de l'avant-bras est recouverte d'excroissances granuleuses, une caractéristique unique parmi les molosses du Nouveau Monde. La queue est longue, trapue et s'étend environ à moitié au-delà de la membrane interfémorale. Une pochette gulaire est présente. 
Le caryotype est 2n=48 FN=60 ou 62.

## Taxonomie
Neoplatymops mattogrossensis est établie comme une nouvelle espèce en 1942 par Carlos O. C. Vieira (d) sous le protonyme Molossus mattogrossensis. L'holotype a été collecté le long du rio Juruena, dans le Nord de l'État brésilien du Mato Grosso.
En 1965, le mammalogiste américain Randolph L. Peterson (d), dans sa revue des chauves-souris sud-américaines et africaines de la famille des Molossidae, crée le genre Neoplatymops, considérant que celui-ci diffère du genre Molossops par :
- la présence de granulations ressemblant à des verrues sur l'avant bras ;
- des différences au niveau de la dentition, dont deux prémolaires supérieures au lieu d'une seule ;
- un crâne beaucoup plus plat avec un cerveau plus large et moins profond ;
- un rostre plus long et plus étroit.

L'espèce est seule dans le genre Neoplatymops qui est parfois accepté comme un genre indépendant de Molossops. 

### Étymologie
Le nom générique, Neoplatymops, signifie en grec « nouvelle chauve-souris aplatie ».
Son épithète spécifique, composée de mattogross[o] et du suffixe latin -ensis, « qui vit dans, qui habite », fait référence à sa localité type. 

## Comportement

### Habitation
Elle se réfugie dans les fissures des rochers proches du sol. Les excroissances cornées sur les avant-bras permettent l'adhérence aux surfaces poreuses de granit et réduisent donc les captures par des prédateurs potentiels tels que les serpents et les marsupiaux.

### Alimentation
Elle se nourrit de coléoptères, diptères, hémiptères, lépidoptères, homoptères, hyménoptères et orthoptères.

### Reproduction
Il y a peut-être une structure sociale de harem. Au Venezuela, les colonies sont composées d'un seul mâle et de deux à quatre femelles.
Des femelles gravides furent observées en août, tandis que les naissances ont lieu entre novembre et décembre, au début de la saison des pluies.

## Publications originales
- Genre Neoplatymops :
  - (en) Randolph L. Peterson, « A review of the flat-headed bats of the family Molossidae from South America and Africa / », Royal Ontario Museum, Life Sciences Contributions, Toronto, Musée royal de l'Ontario, vol. 64,‎ 25 mai 1965, p. 1-32 (ISSN 0384-8159, DOI 10.5962/BHL.TITLE.52228, lire en ligne).
- Espèce Neoplatymops mattogrossensis, sous le taxon Molossops mattogrossensis :
  - (pt) Carlos O. C. Vieira, « Ensaio monografico sobre os quiropteros do Brazil », Arquivos de Zoologia, Brésil, vol. 3, no 26,‎ 1942, p. 219-471.